# Andreessen Horowitz
Andreessen Horowitz (Андрессен Хоровиц) — венчурный фонд, основанный Марком Андрессеном и Беном Хоровицем. Штаб-квартира компании находится в городе Менло-Парк (штат Калифорния). Является одним из крупнейших венчурных фондов Кремниевой долины.
Венчурный фонд был основан в июне 2009 года с начальным капиталом 300 миллионов долларов. В сентябре 2009 года компания инвестировала 50 миллионов долларов в Skype за 2 % акций. Фонд также владеет акциями Zynga, Digg, Foursquare и других интернет-компаний. В начале ноября 2010 года компания объявила, что привлекла ещё 650 миллионов долларов для второго венчурного фонда. В феврале 2011 года Andreessen Horowitz инвестировал 80 миллионов долларов в «Твиттер», став первым венчурным фондом, владеющим акциями всех четырёх самых дорогих социальномедийных компаний: Facebook, Groupon, «Твиттера» и Zynga.
В 2023 году Andreessen Horowitz, по данным Crunchbase, стал самым активным венчурным фондом. Поучаствовав в 79 сделках (138 в 2022), Andreessen Horowitz вновь обогнал по числу сделок фонд Lightspeed Venture Partners (57 и 90 сделок в 2023 и 2022).
В апреле 2024 Andreessen Horowitz объявил о привлечении $7,2 млрд для пяти тематических фондов: фонд роста на $3,75 млрд, направленный на более зрелые компании, близкие к публичному размещению, или те, которым нужен значительный капитал; $1,25 млрд в инфраструктурные проекты, включая искусственный интеллект; $1 млрд в приложения и по $600 млн в игры и секторы, поддерживающие национальные интересы, такие как аэрокосмическая промышленность и образование. Агентство Bloomberg со ссылкой на анонимных собеседников указывало, что Andreessen Horowitz в 2025 планирует привлечь дополнительные фонды, ориентированные на криптовалюты и биологические технологии.